# Surprise (Arizona)
Surprise is een plaats (city) in de Amerikaanse staat Arizona, en valt bestuurlijk gezien onder Maricopa County.

## Demografie
Bij de volkstelling in 2000 werd het aantal inwoners vastgesteld op 30.848.
In 2006 is het aantal inwoners door het United States Census Bureau geschat op 85.914, een stijging van 55066 (178,5%).

## Geografie
Volgens het United States Census Bureau beslaat de plaats een oppervlakte van
180,0 km², geheel bestaande uit land.

## Plaatsen in de nabije omgeving
De onderstaande figuur toont nabijgelegen plaatsen in een straal van 24 km rond Surprise.